# Dimmu Borgir
Dimmu Borgir — норвежская группа, играющая в жанре симфонический блэк-метал, образованная в 1993 году. Одна из немногих блэк-метал-групп, достигших серьёзного коммерческого успеха и популярности за пределами поклонников этого жанра (см. также Satyricon).
Название группы происходит от исландского слова Диммюборгир (исл. dimmuborgir), что переводится как «тёмная крепость». Это название достопримечательности в Исландии — лавового образования, которое, по легенде, является вратами в подземный мир.
Кроме того, в 3-й книге трилогии Дж. Р. Р. Толкина «Властелин колец» — «Возвращение короля» — во 2-й главе, сразу после сцены прощания Арагорна и Эовин, упоминается Димморборг — Гора Духов в Рохане.

## История
Музыкальный коллектив Dimmu Borgir был основан в 1993 году тремя людьми — Шагратом (Shagrath; вокал), Силеносом (Silenoz; ритм-гитара/вокал) и Тьодальвом (Tjodalv; барабаны). Уже в 1994 году группа записала семидюймовую грампластинку Inn I Evighetens Mørke (в переводе с норв. — «Во тьму вечности»), которая была выпущена на Necromantic Gallery Production. Однако материал не принёс группе большого успеха. Следующим релизом группы стал дебютный полноформатный альбом For All Tid, который был записан с двумя новыми участниками — Брюньярд Тристан (бас-гитара) и Стиан Орстад (клавишные). В 1996 году вышел Stormblåst на Cacophonous Records. Некоторые считают альбом одним из самых важных в истории развития блэк-метала. После выпуска Stormblåst лирика альбомов стала звучать на английском языке (до этого все композиции были на норвежском). В этом же году вышел мини-альбом Devil's Path на Hot Records где работал Шаграт. Произошли перемены состава: на смену Тристана пришёл Нагаш (известен по участию в группах The Kovenant, Carpe Tenebrum и Troll), Стиан Орстад, отвечающий за клавишные, пребывал в это время в армии. Среди основателей группы произошла рокировка: Силенос снял с себя роль вокалиста, уступив её Шаграту и полностью сосредоточился на гитаре. Шаграт же в свою очередь поменял место за ударной установкой на гитару, а Тьодальв занял освободившееся место.
В 1997 году выходит Enthrone Darkness Triumphant, продюсером которого был Петер Тэгтгрен. Альбом разошёлся тиражом более чем в 150000 экземпляров. После записи и выпуска альбома к группе присоединился Астенну для игры на гитаре на концертных выступлениях, в результате чего Шаграт смог заняться только вокалом. Был уволен клавишник Стиан Орстад, на его место, в качестве сессионного участника, пришла Кимберли Госс, известная по участию в Ancient, Therion и Sinergy. Через несколько месяцев на её место пришёл Мустис. В этом же году был переиздан дебютный альбом на Nuclear Blast, в качестве бонусов были добавлены две композиции с Inn I Evighetens Mørke. Этот же год ознаменовался выпуском сборника Godless Savage Garden, содержащим две новые композиции, две перезаписанные старые и три концертных трека. Релиз был номинирован на норвежскую Грэмми Spellemannsprisen в номинации «Лучший метал-альбом года» (награду взяли The Kovenant с альбомом Nexus Polaris).
Следующий полноформатный альбом — Spiritual Black Dimensions — был выпущен 2 марта 1999 года. После его записи ушёл Нагаш, место которого занял ICS Vortex. Спустя два месяца после релиза был издан сплит с Old Man's Child под названием Sons of Satan Gather for Attack. Также из состава группы ушли Тьодальв и Астенну, на замену им пришли Николас Баркер (ранее игравший в Cradle of Filth) и Гальдер (из Old Man's Child).
В 2001 году вышел альбом Puritanical Euphoric Misanthropia.
Альбом Death Cult Armageddon был выпущен в 2003 году. Некоторые части альбома записывались с Пражским филармоническим оркестром. Однако, в многочисленных интервью Шаграт отмечал, что возникло множество проблем при записи с оркестром. Две недели работы в студии ушли на исправление ошибок. Группа решила не использовать оркестр в грядущем альбоме и переложила обязанности на клавишника, Мустиса. В 2004 году Dimmu Borgir были хедлайнерами фестиваля Ozzfest.
В 2005 году Силенос и Шаграт, при участии Хеллхаммера (из Mayhem), выпустили альбом Stormblåst MMV, являющийся полностью перезаписанной версией альбома Stormblåst, выпущенного в 1996 году.
24 апреля 2007 года группа выпустила альбом In Sorte Diaboli. Специальное издание (Leather Book Edition) было выпущено в виде книги, внутри которой находились DVD, тексты песен, напечатанные в зеркальном отражении, и зеркало. В записи альбома принимал участие ударник Хеллхаммер из группы Mayhem, которому пришлось покинуть группу из-за травмы шеи, что ограничивало движение его правой руки. Альбом In Sorte Diaboli является первым в мировой истории альбомом в стиле «блэк-метал», поднявшимся на первую строчку национального хит-парада (в Норвегии).
В 2008 году вышел концертный DVD группы под названием «The Invaluable Darkness».
30 августа 2009 года было опубликовано сообщение о том, что группу покинули Мустис и Вортекс. 31 августа это было официально подтверждено группой на официальном сайте. Несмотря на уход участников, группа принялась за запись очередного студийного альбома. Запись проходила в сотрудничестве с норвежским композитором Гауте Стораасом, Оркестром Норвежского радио в составе 51 музыканта и хором Schola Cantorum в составе 38 человек. В работе над новым альбомом принял участие уже 101 музыкант. Новый альбом, который получил название Abrahadabra и вышел в Германии 24 сентября, в остальных странах Европы 27 сентября и в Северной Америке 12 октября на лейбле Nuclear Blast.
8 июля появились слухи, что место Вортекса займет шведский музыкант-мультиинструменталист Сноуи Шоу. 24 августа это было официально подтверждено, однако уже на следующий день музыкант объявил об уходе из группы и возвращении в Therion.
В одном из интервью Шаграту был задан вопрос касательно музыкантов, которые войдут в гастрольный состав группы, Шаграт сказал следующее:
Не хочу говорить об этом сейчас, потому что мы даже не приступали к этому всему. Мы хотим, чтобы люди больше сконцентрировались на тех, кто на самом деле олицетворяет Dimmu Borgir — это основатели, к которым отношусь я, Силенос (Silenoz, гитарист) и Гальдер (Galder, гитарист). И нам не нужна группа из шести человек, мы решили существовать в формате трио, хотя бы потому, что в прошлом у нас были многочисленные смены состава.

Ты можешь работать с людьми, а затем выясняется, что это не работает или что-то еще, так что мы решили нанимать музыкантов за деньги и посмотреть, что из этого выйдет, а затем уже решать. Кто сейчас в группе? Это упомянутые три человека. У нас есть твердый (смеется)… устоявшийся состав, но в настоящий момент я не хочу называть каких-либо имен.

В отношении того, довели ли бывшие участники группы ICS Vortex и Mustis до суда дело о своих предполагаемых авторских правах на песни с предыдущих альбомов, Шаграт сказал: 
Нам пришлось кое в чем прибегнуть к услугам адвоката — это не касается судебного разбирательства — но в настоящий момент все стабильно. Так что нет каких-то больших проблем.
Альбом Abrahadabra вышел 24 сентября 2010 года в Германии, 27 — в остальной части Европы и 12 октября в США. Сессионными участниками стали Cyrus (из группы Susperia, настоящее имя — Терье Андерссен) на бас-гитаре, Gerlioz (из групп The Kovenant и Apoptygma Berzerk) на клавишных и Daray на ударных.
В ноябре 2010 года вышло специальное коллекционное издание журнала Metal Hammer, получившее название «Demon box», продолжив серию спецвыпусков, посвященных 20-летию альбома «Reign In Blood» группы Slayer, выходу нового альбома Metallica и Iron Maiden. Данный выпуск содержит официальную шапку «Dimmu Borgir», а при открытии журнала можно услышать специальное обращение Шаграта.
В мае 2011 года группа выступила в Осло вместе с Норвежским оркестром радио и камерным хором «Schola Cantorum».
DIMMU BORGIR в настоящий момент работают над новым материалом, выход которого намечен на начало 2014 года на Nuclear Blast Records.
Группа написала на своей Facebook-странице: «Охвачены желанием к достижению. Очень довольны новым материалом, все получается очень хорошо. Созидательность — это сила соединять то, что выглядит несоединяемым». 7 марта 2015 : DIMMU BORGIR готовят новый альбом.
DIMMU BORGIR заняты подготовкой к записи нового альбома, предварительный выход которого запланирован до конца этого года. Однако производство и выпуск альбома столкнулись с многочисленными задержками.[29] Это будет отмечать самый длинный когда-либо разрыв между каждым студийным релизом.[30] после различных задержек, в Осло и в Ваккене оркестр исполнений, записанных в период с 2011—2012 были, наконец, выпущены на CD/DVD-или Blu-ray формате на 28 апреля 2017 во всем мире в качестве третьего видео-релиз под названием 'силы Северной ночи'. Silenoz недавно выяснилось, что группа находится в стадии смешивания последующая диск.[31] Десять песен будут представлены на следующем альбоме, и они сказали, что они были завершены. Тем не менее, настоящий релиз альбома в очередной раз был перенесен на 2018 год, который станет их первым релизом нового материала почти за 8 лет.
Норвежская группа DIMMU BORGIR 23 февраля выпустит новую песню «Interdimensional Summit» в виде EP на 7-дюймовом виниле. В EP также войдёт концертная версия трека «Puritania», записанная в Осло.
Винил будет доступен в чёрном, красном с брызгами и золотом цветах.
Норвежские симфоник-блэк-металлисты Dimmu Borgir анонсировали название грядущего десятого альбома, чей выход приурочен к 25-летию коллектива.
Новый лонгплей, получивший название «Eonian», выйдет 4 мая на лейбле Nuclear Blast. В записи 10-трекового альбома приняли участие вокалист Shagrath, гитаристы Silenoz и Galder, а также барабанщик Daray, клавишник Gerlioz и сессионщик Гауте Сторас, сделавший аранжировки норвежского хора Schola Cantrum. «Eonian» был спродюсирован группой при участии Йенса Богрена, выступившего в качестве звукоинженера. Созданием артворка занимался польский художник Збигнев М. Билак (Ghost, Behemoth, Mayhem).
Комментарий Шаграта: «Eonian» представляет собой иллюзию времени, всё то, что есть и всё то, что всегда было. Для нас этот релиз также знаменует 25-ю годовщину Dimmu Borgir, являясь данью нашей истории и истории норвежского блэк-метала".
В августе 2024 года соло-гитарист Гальдер покинул группу после 25 лет сотрудничества.

"Вчера я отыграл последнее шоу с DIMMU BORGIR. После 25 лет создания музыки и выступлений с DIMMU BORGIR я решил уйти из группы.
Я думал об этом много лет, и, как многие из вас указывали, пришло время снова выйти на сцену с Old Man's Child и закончить с ними новый альбом.
Я желаю остальным участникам группы всего наилучшего".

## Столкновения с общественностью
В 2003 году участники группы имели проблемы с полицией, которая нашла в оставленном ими номере отеля патронташ из сценического реквизита. Полицейские, не зная о бутафорском характере патронташа, вызвали специализированных военных сапёров.

## Состав

### Текущий состав
- Шаграт (норв. Stian Tomt Thoresen) — вокал (с 1995), барабаны (до 1994), клавишные (1997—1998, 2010), гитара (1995-1997, 2005)
- Силенос (норв. Sven Atle Kopperud) — гитара (с 1993), вокал (1993-1995)

### Сессионные участники
- Дарай (пол. Dariusz Brzozowski) — ударные (c 2008)
- Герлиоз (норв. Geir Bratland) — клавишные (c 2010)
- Виктор Брандт — бас-гитара (с 2018)

### Бывшие участники
- Стиан Орстад — клавишные (1993—1997)
- Тьодальв (норв. Kenneth Åkesson) — гитара (1993—1994), ударные (1994—1999)
- Брюньярд Тристан (норв. Ivar Tristan Lundsten) — бас-гитара (1994—1996)
- Нагаш (норв. Stian Arnesen) — бас-гитара, бэк-вокал (1996—1999)
- Астенну (англ. Jamie Stinson) — гитара (1997—1999)
- Николас Баркер (англ. Nicholas Barker) — ударные (1999—2004)
- ICS Vortex (норв. Simen Hestnæs) — бас-гитара, чистый вокал (2000—2009)[3][4]
- Мустис (норв. Øyvind Johan Mustaparta) — клавишные (1998—2009)[3][4]
- Галдер (норв. Thomas Rune Andersen) — гитара (2001-2024)

### Бывшие сессионные участники
- Йенс Петер (Jens Peter) — гитара (живые выступления) (1996—1997)
- Кимберли Госс (англ. Kimberly Goss) — клавишные (живые выступления) (1997—1998)
- Агрессор (норв. Carl-Michael Eide) — ударные (живые выступления) (1997)
- Архон (Lars Haider) — гитара (2000)
- Рено Киллерич (Reno Killerich) — ударные (живые выступления) (2004)
- Хеллхаммер (норв. Jan Axel Blomberg) — ударные (2005—2007)
- Тони Лауреано (англ. Tony Laureano) — ударные (живые выступления) (2004—2005, 2007—2008)
- Сноуи Шоу (швед. Tommie Helgesson) — бас-гитара, чистый вокал (2010)[6]
- Сайрус (норв. Terje Andersen) — бас-гитара (гитара на концерте «Blackest of The Black 2008»[9]; 2010-2018)

## Студийная хронология
| Альбом                                   | Вокал   | Лидер гитара | Ритм гитара | Бас                   | Клавишные                                | Ударные        |
| ---------------------------------------- | ------- | ------------ | ----------- | --------------------- | ---------------------------------------- | -------------- |
| Inn I Evighetens Mørke (EP) (1994)       | Силенос | Тьодальв     | Силенос     | Брюньярд Тристан      | Стиан Орстад                             | Шаграт         |
| For All Tid (1995)                       | Силенос | Тьодальв     | Силенос     | Брюньярд Тристан      | Стиан Орстад                             | Шаграт         |
| Stormblåst (1996)                        | Силенос | Шаграт       | Силенос     | Брюньярд Тристан      | Стиан Орстад                             | Тьодальв       |
| Devil's Path (EP) (1996)                 | Шаграт  | Шаграт       | Силенос     | Нагаш                 | Стиан Орстад                             | Тьодальв       |
| Enthrone Darkness Triumphant (1997)      | Шаграт  | Шаграт       | Силенос     | Нагаш                 | Стиан Орстад                             | Тьодальв       |
| Godless Savage Garden (1998)             | Шаграт  | Астенну      | Силенос     | Нагаш                 | Стиан Орстад (5 трэков) Мустис (3 трэка) | Тьодальв       |
| Spiritual Black Dimensions (1999)        | Шаграт  | Астенну      | Силенос     | Нагаш                 | Мустис                                   | Тьодальв       |
| Puritanical Euphoric Misanthropia (2001) | Шаграт  | Галдер       | Силенос     | ICS Vortex            | Мустис                                   | Николас Баркер |
| Death Cult Armageddon (2003)             | Шаграт  | Галдер       | Силенос     | ICS Vortex            | Мустис                                   | Николас Баркер |
| Stormblåst MMV (2005)                    | Шаграт  | Шаграт       | Силенос     | Шаграт                | Мустис                                   | Хеллхаммер     |
| In Sorte Diaboli (2007)                  | Шаграт  | Галдер       | Силенос     | ICS Vortex            | Мустис                                   | Хеллхаммер     |
| Abrahadabra (2010)                       | Шаграт  | Галдер       | Силенос     | Сноуи Шоу             | Герлиоз                                  | Дарай          |
| Eonian (2018)                            | Шаграт  | Галдер       | Силенос     | Шаграт/Галдер/Силенос | Герлиоз                                  | Дарай          |

## Дискография
- For All Tid (1994)
- Stormblåst (1996)
- Enthrone Darkness Triumphant (1997)
- Spiritual Black Dimensions (1999)
- Puritanical Euphoric Misanthropia (2001)
- Death Cult Armageddon (2003)
- In Sorte Diaboli (2007)
- Abrahadabra (2010)
- Eonian (2018)